# Reparti mobili della Polizia di Stato

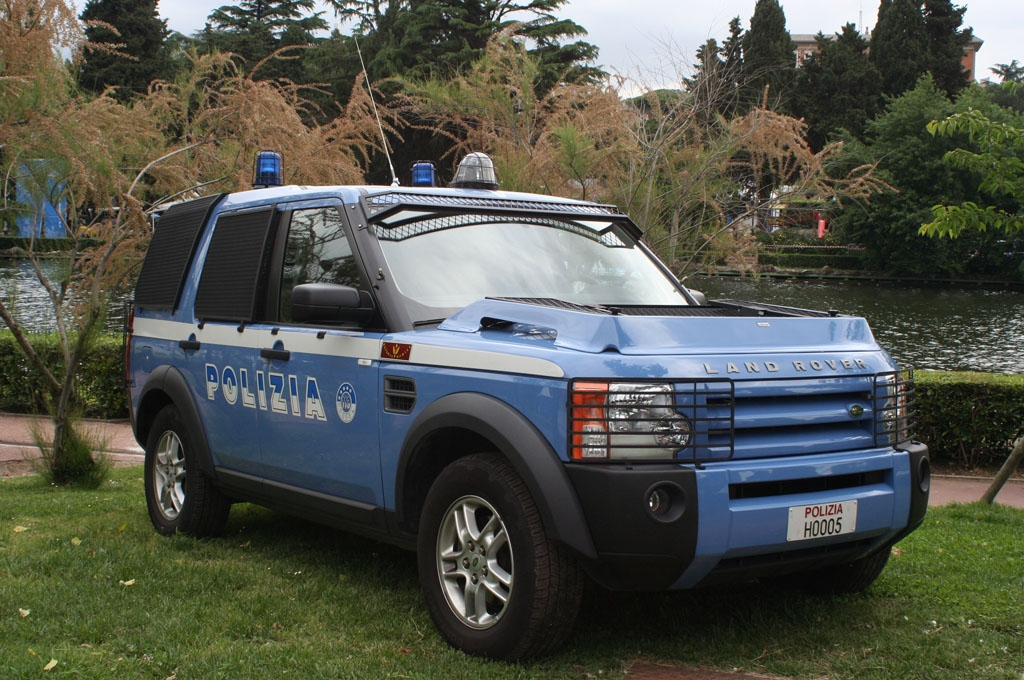
Un véhicule d'intervention des RMPS

Les reparti mobili della Polizia di Stato (RMPS) généralement appelées reparto celere ou celere. En français : « sections mobiles de la Police d'État » sont un corps de la police nationale italienne. Ces sections sont fortement spécialisées, notamment par une formation à dominante militaire, et sont utilisées comme service d'action rapide pour le maintien de l'ordre public mais également dans les zones touchées par des catastrophes. Leurs équivalents en France sont les CRS ou les gendarmes mobiles.